# Serhat Köksal
Serhat Köksal (Den Haag, 18 februari 1990) is een in Nederland geboren middenvelder van Turkse komaf.
Hij speelt sinds het seizoen 2009 - 2010 voor het eerste elftal van ADO Den Haag. Zijn debuut maakte hij op 30 januari 2011 bij Excelsior, toen hij mocht invallen ten faveure van Aleksandar Radosavljevič. Het stond toen al 1-5. In het seizoen 2011/12 komt hij op huurbasis uit voor FC Dordrecht.